# Afrotis afraoides

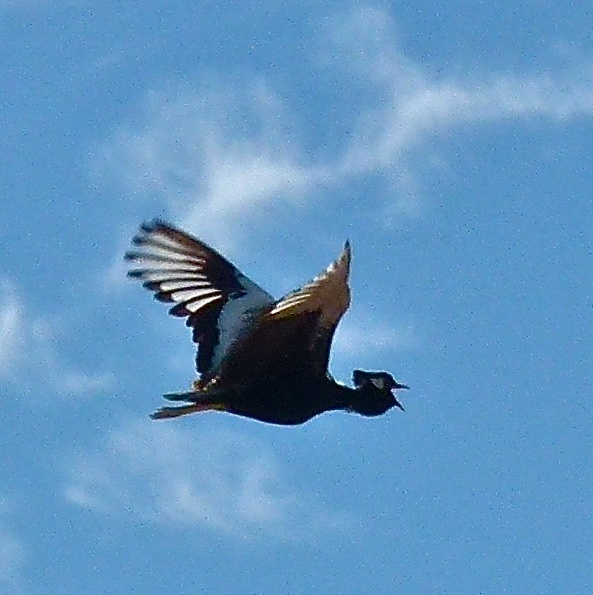
In volo appare distintamente la zona bianca delle ali.

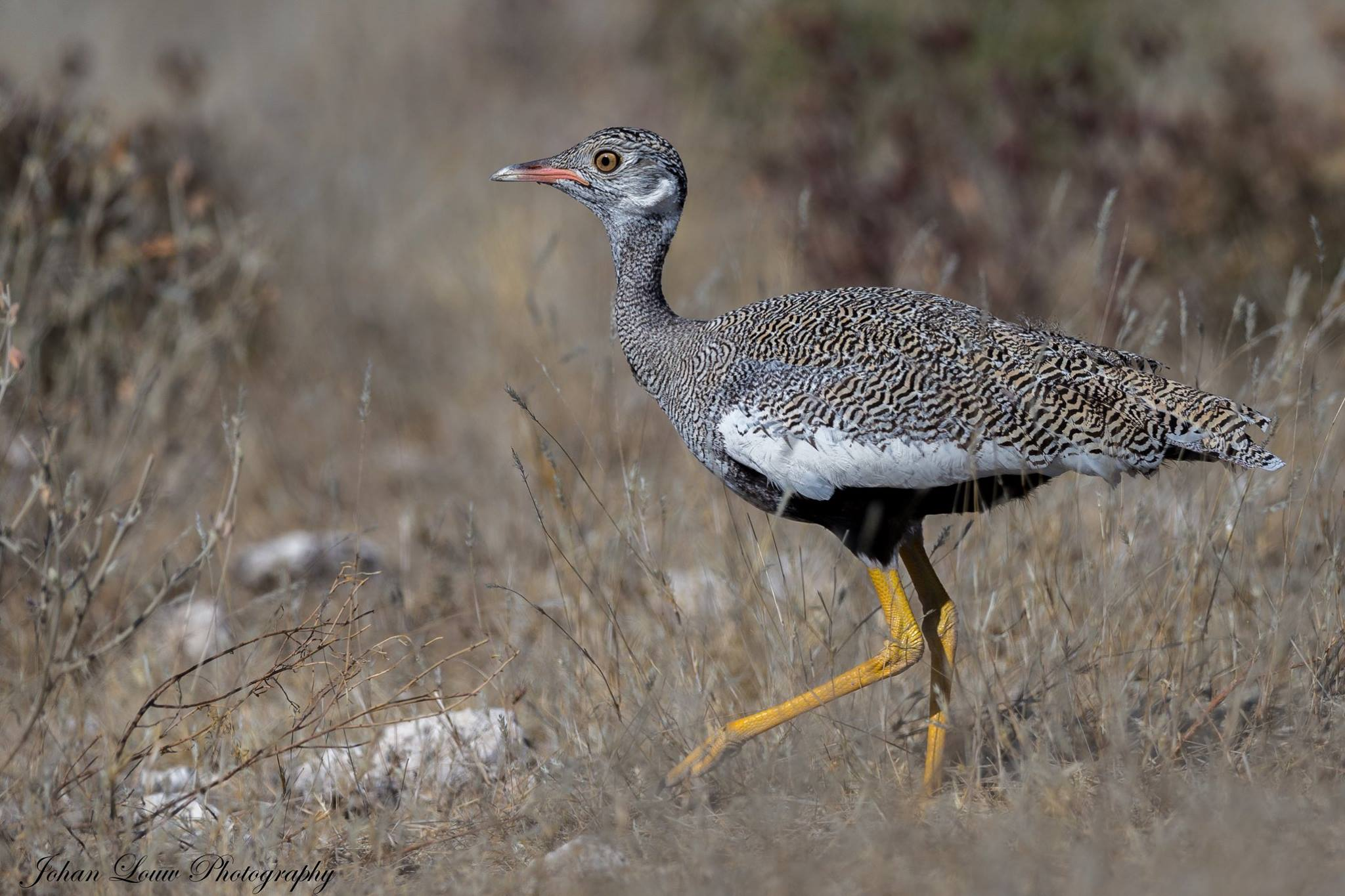
Una femmina.

L'otarda di Smith (Afrotis afraoides (A. Smith, 1831)) è un uccello della famiglia degli Otididi originario dell'Africa meridionale.

## Descrizione

### Dimensioni
Misura 50 cm di lunghezza, per un peso di 700 g.

### Aspetto
L'otarda di Smith è molto simile all'otarda korhaan. Tuttavia, i vessilli interni delle primarie presentano una larga fascia bianca molto visibile quando l'uccello è in volo. Come nella sua parente stretta, la testa, il collo, tutte le parti inferiori e le remiganti formano un bell'insieme nero. La bella macchia circolare bianca che orna le copritrici auricolari dietro gli occhi e la fascia dello stesso colore che copre la parte alta della mantellina sono più evidenti. Le parti superiori sono marroni con vermicolature bianche.
La femmina è più marrone del maschio. Le vermicolature che ornano le parti superiori si sviluppano fino a livello della testa e del collo. Il bianco del petto contrasta fortemente con il nerofumo del ventre. Gli immaturi somigliano alle femmine, ma le piume del cappuccio, del dorso e delle copritrici alari presentano delle punte bianche. La razza etoschae è molto più chiara; la razza damarensis, invece, oltre ad essere anch'essa più chiara, presenta vermicolature più sottili. Nel maschio, inoltre, il bianco della regione auricolare si estende fino all'iride.

### Voce
Le vocalizzazioni dell'otarda di Smith sono piuttosto simili a quelle dell'otarda korhaan. Durante la riproduzione, diventa anch'essa molto rumorosa, probabilmente con lo scopo di marcare il suo territorio.

## Biologia
La maggior parte delle otarde opta per i territori aperti, in quanto permettono loro di avvistare il pericolo da una certa distanza, il che di solito lascia loro un lungo margine di reazione. L'otarda di Smith, invece, costituisce un'eccezione ed opta volentieri per le aree cespugliose, le radure coperte di arbusti spinosi e le pianure di erba alta dove i pericoli vengono rilevati meno rapidamente, ma dove le opportunità di nascondersi sono più numerose. Il maschio si nasconde spesso al coperto con la testa e il collo sollevati in una postura di allarme molto caratteristica. La femmina adotta un comportamento molto diverso, scrutando da sopra la coda per rendersi conto di una possibile minaccia. In questo habitat relativamente protetto, i due sessi hanno un comportamento molto diverso: il maschio è rumoroso, e cerca in tutte le occasioni di mettersi in mostra, mentre la femmina è molto discreta e cerca di passare inosservata. Sebbene entrambi i sessi abbiano un piumaggio criptico, il maschio presenta una livrea più brillante della compagna. Ognuno ha il piumaggio che si adatta al suo ruolo. Il maschio tenta di sedurre e attirare una compagna. La femmina, ricoperta da una livrea adatta per covare e allevare i piccoli, cerca di essere più discreta possibile per sfuggire ai predatori.
L'otarda di Smith va in cerca di cibo da sola o in coppia. Durante le attività di foraggiamento, cammina lentamente becchettando sul suolo. Talvolta penetra in zone o regioni dove la presenza dell'uomo si fa maggiormente sentire allo scopo di trovare le risorse adatte. Vivendo in territori dove le variazioni di temperatura non sono molto marcate, è sedentaria in ogni parte del suo areale.

### Alimentazione
L'otarda di Smith ha una dieta mista e si nutre di sostanze di origine sia animale che vegetale. Tra gli invertebrati, nel suo menu predominano le termiti, specialmente nei mesi di maggio e giugno, quando le termiti raccoglitrici (Hodotermes mossambicus) sono al culmine della loro attività. Mangia anche coleotteri (in particolare curculionidi) e cavallette. La parte vegetale della dieta consiste principalmente di semi: quelli del sommacco africano (Rhus lancea), degli arbusti di bacche del genere Lycium, del mais e della myrsine dalle foglie acuminate sono i più popolari.

### Riproduzione
Nel Transvaal, la stagione di nidificazione ha luogo pressoché durante tutto l'anno. Il periodo di punta va da settembre ad aprile e in luglio. Altrove, l'otarda di Smith nidifica da settembre ad aprile, ma i maschi segnalano la loro presenza con i loro richiami tutto l'anno. L'otarda di Smith è un uccello poligamo. Le parate sono molto elaborate e coinvolgono sia un maschio che diverse femmine che insieme eseguono inseguimenti giocosi e voli ondeggianti. Durante il periodo di riproduzione, il maschio mantiene un territorio di 200-300 metri quadrati che difende con aggressività contro gli altri maschi che cercano di introdurvisi. L'otarda di Smith non costruisce un nido, ma deposita direttamente la covata sulla nuda terra, vicino ad un arbusto. Essa è composta da una o due uova che la femmina cova da sola per 19-21 giorni. I pulcini sono coperti da un piumino di colore marrone chiaro con macchie marrone scuro.

## Distribuzione e habitat
L'otarda di Smith tende a prediligere le regioni aperte di prateria dove le erbe misurano da 50 a 100 centimetri, ma si trova anche nelle zone di «veld» con piccoli arbusti, nei semideserti cespugliosi, sulle dune erbose e nelle savane ricche di cespugli. È spesso presente nelle praterie danneggiate dal sovrapascolo o in quelle ricoperte da una vegetazione sparsa, compresi i terreni agricoli ormai abbandonati e riconvertiti in zone incolte. I maschi approfittano della presenza di piccoli promontori o di termitai per segnalare la loro presenza.
L'otarda di Smith vive nell'Africa australe. Occupa parte delle differenti province del Capo, ma la porzione più consistente del suo areale si estende soprattutto in direzione nord verso il Transvaal, lo Stato Libero dell'Orange, il Botswana e la Namibia. È assente ad est dei Drakensberg. Con una superficie di diverse centinaia di migliaia di chilometri quadrati, il suo areale è molto più esteso di quello della sua cugina, l'otarda korhaan, diffusa più a sud.

## Tassonomia
Nella vasta area geografica occupata dall'otarda di Smith vengono ufficialmente riconosciute tre sottospecie:
- A. a. etoschae (Grote, 1922), diffusa nelle regioni nord-occidentali della Namibia e in quelle settentrionali del Botswana;
- A. a. damarensis Roberts, 1926, diffusa in Namibia e nelle regioni centrali del Botswana;
- A. a. afraoides (A. Smith, 1831), diffusa dalle regioni sud-orientali del Botswana fino a quelle settentrionali e nord-orientali del Sudafrica e al Lesotho.

Le sottospecie A. a. mababiensis (Botswana nord-occidentale) e A. a. kalaharica (deserto del Kalahari), un tempo considerate valide, sono ora integrate rispettivamente nelle razze etoschae e damarensis.

## Conservazione
La specie non è globalmente minacciata ed è ancora abbastanza diffusa in tutto il suo areale. In un habitat ottimale, i maschi distano tra 300 e 500 metri l'uno dall'altro. L'otarda di Smith ha numerosi predatori: l'aquila rapace, l'aquila marziale, l'astore canoro pallido (Melierax canorus) e il gufo di Verreaux.